# Total Nonstop Action Wrestling
Total Nonstop Action (TNA) Wrestling — американский рестлинг-промоушн, базирующийся в Нашвилле, Теннесси. В данный момент принадлежащий вещательной компании Anthem Sports & Entertainment.
Основанный Джеффом и Джерри Джарреттами в 2002 году, промоушен первоначально был известен как NWA: Total Nonstop Action (NWA-TNA) и был связан с National Wrestling Alliance (NWA), хотя и не являлся его официальным членом. В 2004 году промоушен стал называться Total Nonstop Action Wrestling, но продолжал использовать титулы чемпиона мира в тяжёлом весе NWA и командных чемпионов мира NWA в рамках соглашения с NWA. После окончания соглашения в 2007 году компания создала собственные чемпионства: чемпиона мира TNA и командных чемпионов мира TNA. В начале 2017 года промоушен был приобретен компанией Anthem, а в марте того же года был проведен полный ребрендинг под названием Impact Wrestling в честь своего главного еженедельного телешоу. С января 2024 года промоушен вновь вернулся к названию TNA Wrestling.
С момента своего основания промоушен считался вторым по величине в США после WWE. В 2017 году Impact, по мнению некоторых, отстала от давнего конкурента Ring of Honor, при этом в качестве факторов упадка были названы потеря телевизионного контракта со Spike в США в 2014 году, а также денежные и кадровые проблемы. С 2019 года Impact, по мнению многих, стала восстанавливаться благодаря устойчивой международной телевизионной дистрибуции, и покупке материнской компанией AXS TV, которая впоследствии начала транслировать шоу Impact. Тем не менее, с образованием в том же году All Elite Wrestling (AEW) и громким телевизионным контрактом этого промоушена в США с TNT (который смотрят больше домохозяйств, чем AXS), Impact все ещё рассматривается как меньший промоушен по сравнению с другими.
С 29 ноября 2022 еженедельные шоу и PPV Impact Wrestling доступны на стриминговом сервисе DAZN.
16 января 2025 года WWE объявила о многолетнем партнерстве с TNA, которое позволяет рестлерам NXT и рестлерам TNA появляться на шоу NXT, TNA iMPACT!, отдельных премиальных живых шоу WWE и платных шоу TNA.

## История

### Становление и ранняя история (2002—2004)

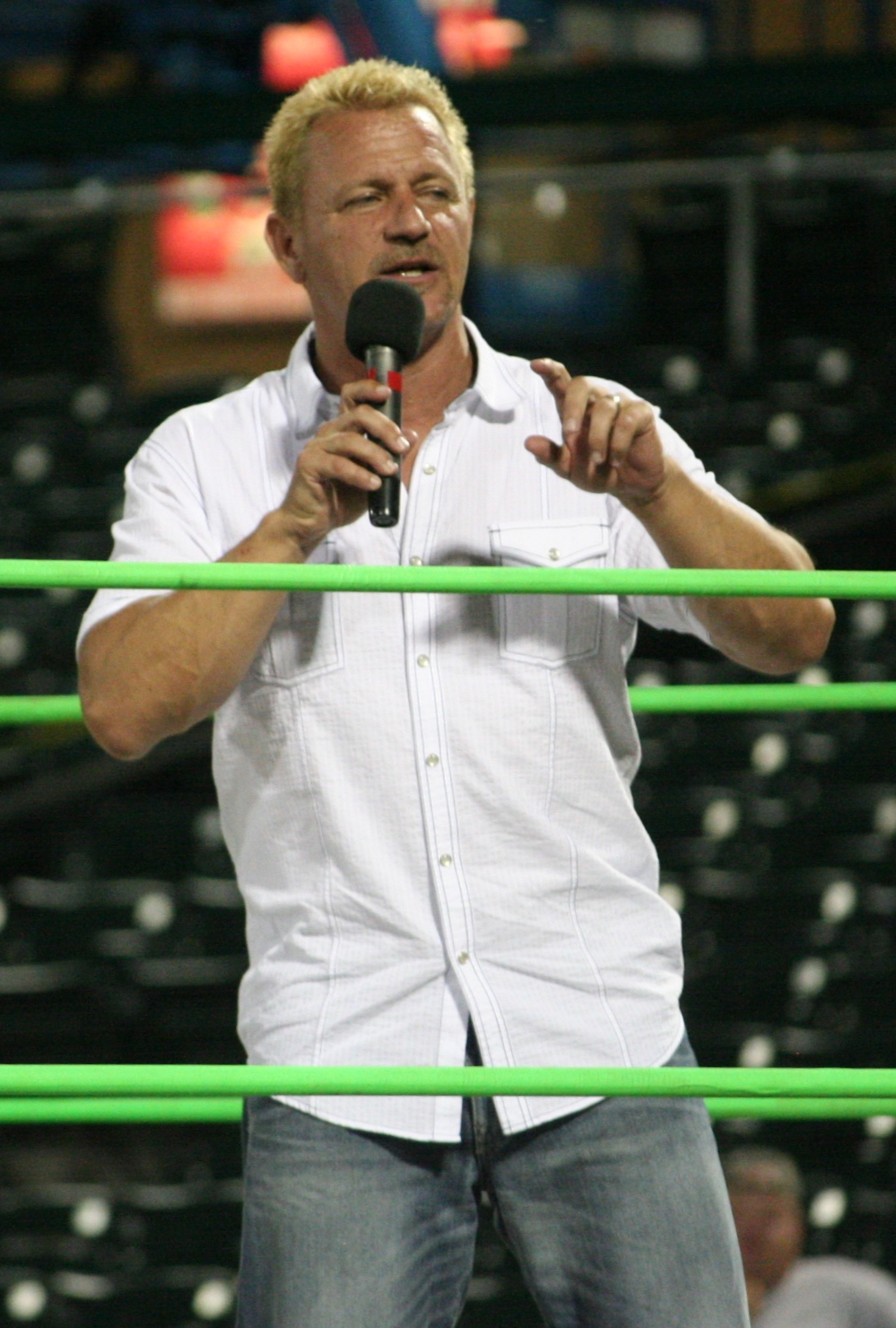
Джефф Джарретт, один из основателей TNA, член Зала славы и шестикратный чемпион мира NWA в тяжелом весе

Концепция TNA возникла вскоре после того, как в 2001 году был закрыт World Championship Wrestling (WCW), а World Wrestling Federation (WWF, позже WWE) получила монополию на индустрию. Во время рыбалки Боб Райдер, Джефф Джарретт и Джерри Джарретт размышляли о своем будущем в рестлинг-бизнесе. Райдер предложил создать компанию, не зависящую от телевидения, а выходящую на PPV. В июле 2002 года Винс Руссо присоединился к промоушену Джеффа и Джерри Джарретта NWA-TNA в качестве креативного сценариста и стал помогать в написании и производстве шоу. Руссо утверждает, что название «Total Nonstop Action» придумал он. Первоначальный замысел, поскольку они были эксклюзивными для PPV, заключался в том, чтобы их воспринимали как более современный продукт, чем WWE.
Изначально еженедельные PPV-шоу TNA служили основным источником дохода компании, вместо ежемесячных PPV, используемых другими промоушенами. Эти шоу проходили в основном на спортивной арене Tennessee State Fairground в Нашвилле, Теннесси, прозванной TNA Asylum. В октябре 2002 года компания Panda Energy приобрела контрольный пакет акций (72 %) Total Nonstop Action Wrestling. TNA (первоначально «J Sports and Entertainment») была переименована в «TNA Entertainment». Дикси Картер была назначена президентом TNA Entertainment весной 2003 года. Шоу Xplosion стартовало 27 ноября 2002 года как первое регулярное кабельное шоу TNA и включало в себя эксклюзивные матчи, записанные в TNA Asylum, а также эксклюзивные интервью с рестлерами TNA. Последнее еженедельное PPV состоялось 8 сентября 2004 года.

### Рост и стремительное увеличение популярности (2004—2009)

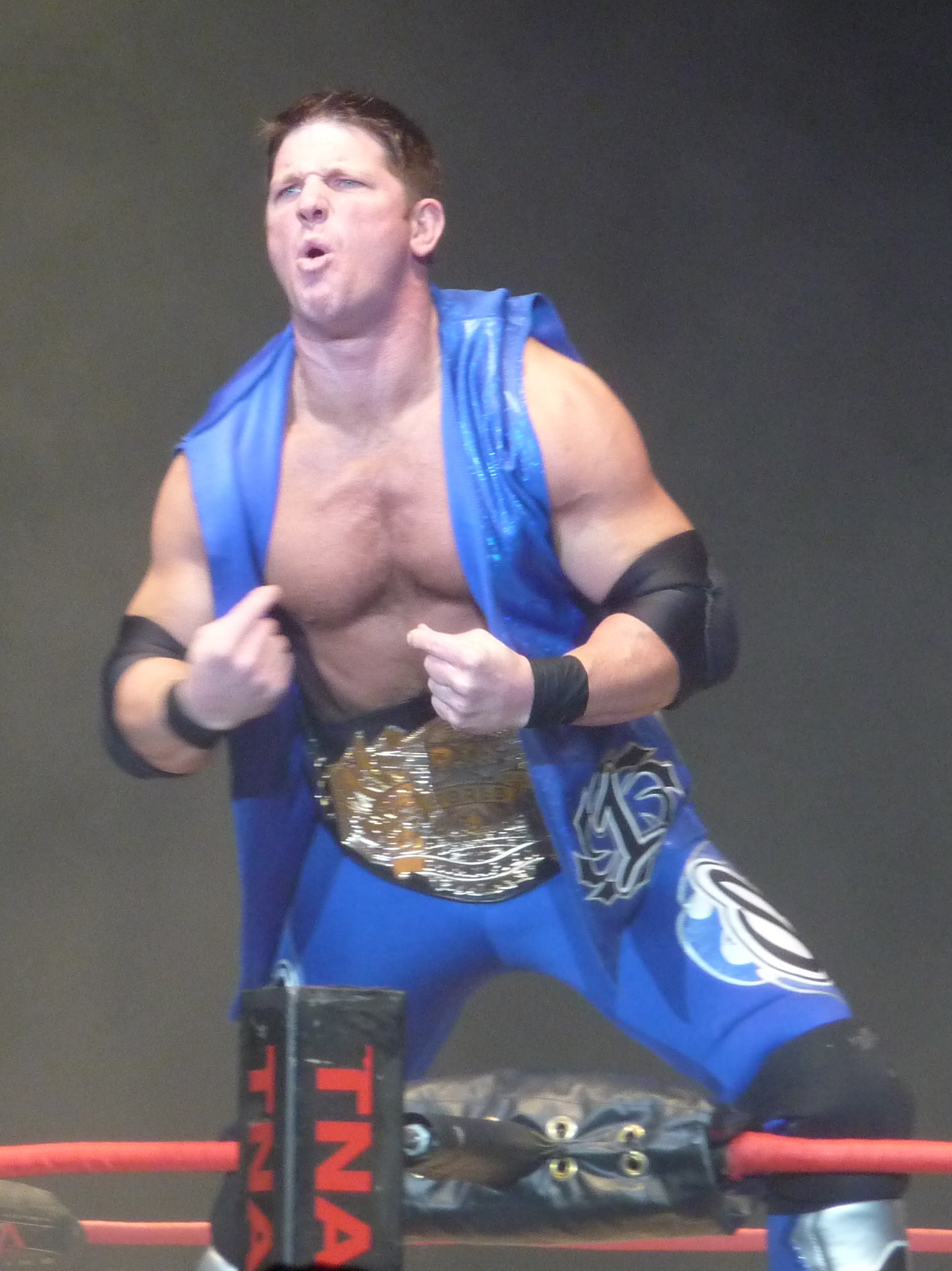
Эй Джей Стайлз считался «краеугольным камнем компании» в конце 2000-х годов, а также был первым чемпионом Большого шлема TNA

В мае 2004 года TNA представила свою вторую еженедельную телевизионную программу Impact!, которая производилась на сцене Soundstage 21, прозванной «Impact Zone», в Universal Studios Florida и транслировалась на Fox Sports Net. С премьерой шоу TNA представила шестисторонний рестлинг-ринг, внедрение «Fox Box», отображающего участников и хронометраж матча, и в целом более спортивный стиль, чем спортивно-развлекательный стиль, примером которого является WWE.
Впоследствии TNA перестала проводить еженедельные PPV в пользу традиционного ежемесячного графика PPV, начиная с Victory Road в ноябре 2004 года. В мае 2005 года истек срок действия телевизионного контракта TNA с Fox Sports. Без телевизионного показа Impact продолжал выходить в эфир через веб-трансляции — первоначально доступные через BitTorrent, а со временем через RealPlayer — и заменил временной интервал Xplosion на Urban America Television.
В августе 2005 года компания Marvel Toys выпустила первую линию фигурок TNA, в которую входили шестисторонний ринг и игровой набор Ultimate X. Позже, в том же году, TNA заключила телевизионное соглашение со Spike TV; шоу Impact! дебютировало на телеканале 1 октября 2005 года. В этом эпизоде состоялся дебют «Команды 3D» в TNA. TNA привлекла к себе внимание благодаря многим известным рестлерам, которые присоединились к промоушену во время существования Impact! на Spike. В период с 2005 по 2009 год к ним присоединились Кевин Нэш, Райно, Кристиан Кейдж, Стинг (который появлялся на первых PPV-шоу), Скотт Штайнер, Курт Энгл, Букер Ти и Мик Фоли.
Начиная с Bound for Glory в октябре 2006 года, TNA начала проводить отдельные PPV-шоу за пределами Орландо, Флорида.
В марте 2008 года компания Tristar Productions приобрела эксклюзивную лицензию на производство и распространение торговых карточек и памятных вещей TNA. 9 сентября 2008 года компания Midway Games выпустила видеоигру TNA Impact!. 23 октября 2008 года TNA начала выпускать свои программы в формате HD. Кроме того, были представлены новые HD декорации для Impact, включая новое освещение и большие экраны с высоким разрешением.
21 июня 2009 года TNA запустила услугу подписки на онлайн-видеохранилище, где подписчики могли смотреть прошедшие PPV, выбрав один из трех вариантов оплаты.

### Руководство Халка Хогана, Эрика Бишоффа и Дикси Картер (2010—2013)

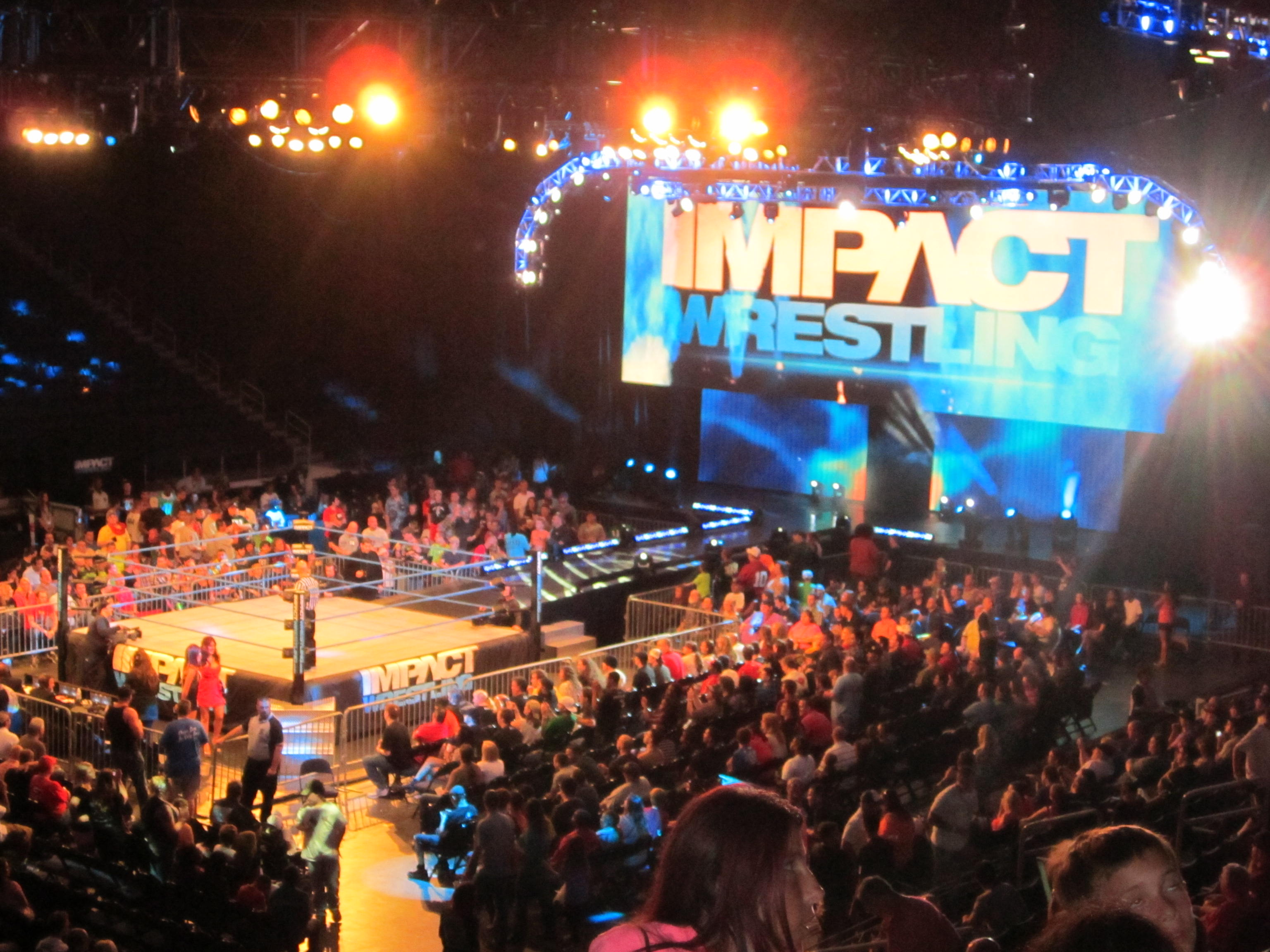
При Хогане и Бишофе TNA провела ребрендинг своей главной программы в Impact Wrestling и вновь представила четырёхсторонний ринг

В октябре 2009 года президент TNA Дикси Картер наняла Халка Хогана и бывшего президента WCW Эрика Бишоффа. Оба получили должности за кулисами: Бишофф — в креативном отделе, а Хоган — в качестве консультанта. Под их руководством в 2010 году в TNA произойдет несколько изменений. Начиная с Genesis в январе, TNA вернулась к использованию четырёхстороннего ринга. В том же месяце компания Jakks Pacific объявила о заключении пятилетнего соглашения на производство фигурок TNA. Impact! также начал выходить в эфир по понедельникам прямо напротив WWE Raw, что стало первым случаем, когда два крупнейших рестлинг-промоушена встретились лицом к лицу с момента запуска WCW Monday Nitro в 1995 году. Шоу окончательно переместилось на понедельники 8 марта 2010 года, а Spike TV сохранил ночной слот четверга открытым для повторов понедельничных шоу. В это время Рик Флэр, Роб Ван Дам, Мистер Андерсон дебютировали в TNA, а Джефф Харди вернулся в комапнию. Позже, 3 мая, Impact! вернется на вечер четверга.

## ТВ-шоу

### FOX Sports Net (2004—2005)
В мае 2004 года, незадолго до двухлетия компании, TNA, наконец, заключает ТВ-соглашение. Промоушн подписывает контракт с FOX Sports Net на показ 52 еженедельных выпусков часового шоу — TNA Impact!. Записи шоу проходят в Universal Studios в Орландо, Флорида. Руководство принимает решение все бои вести на шестиугольном ринге, что становится важной частью маркетинговой стратегии TNA на несколько лет. Последний эпизод TNA Impact! на FOX Sports Net показан 27 мая 2005 года, после чего до октября 2005 года компания вынуждена транслировать шоу на своем сайте, так как не имеет нового ТВ-контракта.

### Spike TV (2005—2014)
C ре-дебютом Impact на SpikeTV формат шоу был изменён. Поначалу шоу выходило по субботам в 11 вечера, но через несколько месяцев день показа был изменён на четверг, а затем на понедельник. Была введена новая музыкальная тема и декорации. Старые сюжеты не игнорировались, но большинство было просто заброшено. В те же дни TNA начало вводить для своих рестлеров эксклюзивные контракты. Большинство продолжало работать по системе «разовых» контрактов, но Самоа Джо, Эй. Джей. Стайлз, Кристофер Дэниелс и некоторые другие стали работать приоритетно на TNA.
В 2007 году шоу изменило формат и стало двухчасовым. В начале 2010 года TNA отказывается от использования шестистороннего ринга и переходит на классический четырёхсторонний. С 4 января 2010 TNA Impact! стал выходить в эфир в то же время, что и основной конкурент — WWE Raw, но вернулось на четверг уже в мае 2010. В это время произошел ребрендинг шоу, название TNA Impact! сменилось на Impact Wrestling, а графическое оформление изменилось с красно-черного на бело-голубое. С января 2013 шоу потеряло постоянную прописку в Орландо и начало записываться в разных городах США. В июле 2014-го шестисторонний ринг возвращается на постоянной основе. Последний эпизод Impact Wrestling на Spike TV выходит 24 декабря 2014 года.

### Destination America (2015)
В ноябре 2014 года, на одном из выпусков Impact Wrestling, было объявленно что TNA переезжает на телеканал Destination America. Первый выпуск был показан 7 января 2015 года. После чего Impact Wrestling переехал со среды на пятницу. Так же был представлен новый логотип и оформление Impact Wrestling, а также дебютировал новый комментатор — Джош Мэтьюз, ранее работавший в WWE. Уже к маю Destination America принимает решение отказаться от трансляций Impact Wrestling с октября. В ходе переговоров компании удалось добиться продления вещания до конца 2015 года.

### Pop TV (2016—2019)
С января 2016 года Impact Wrestling выходит в эфир по вторникам на канале Pop. В очередной раз меняется логотип и оформление шоу. С 21 июня транслируется по четвергам, чтобы избежать конкуренции с WWE SmackDown.

### Pursuit Channel (2019—н.в.)
С 11 января Impact Wrestling выходит на Pursuit Channel, эфир дублируется на Twitch.

## Собственники
Промоушн TNA основан в 2002 году семьей Джарреттов под юридическим лицом J Sports & Entertainment, LLC. В этом же году энергетическая компания Panda Energy покупает пакет из 71 % акций у Джерри Джаррета и меняет юридическое название на TNA Entertainment, LLC. В 2012 году Panda Energy отказывается от своей доли в TNA, после чего дочь президента Panda Energy и текущий президент TNA Дикси Картер увеличивают свою долю в компании и становиться её мажоритарным акционером. В конце 2013 года сооснователь TNA Джефф Джаррет покидает компанию, но сохраняет свой миноритарный пакет. Джефф Джарретт возвращается в компанию в 2015 году, но по условиям сделки отказывается от своей доли в компании. Дикси Картер приобретает долю Джарретта и становиться единственным собственником TNA, продолжая работу в должности президента. В августе 2015 юридическое называние компании изменяется на Impact Ventures LLC. В начале 2016 агентство Aroluxe Marketing получает контроль над небольшим пакетом акций TNA. В июне 2016 года фронтмен группы Smashing Pumpkins Билли Корган покупает миноритарный пакет акций компании и предоставляет Дикси Картер кредит. В августе 2016 Билли Корган назначается президентом TNA, а Дикси получает должность председателя совета директоров и директором по стратегии. В сентябре 2016 Anthem Sports & Entertainment становится акционером TNA. В ноябре 2016 Билли Корган уволен с поста президента и Anthem выкупает кредит, предоставленный Дикси Картер. Юридическое название изменено на Anthem Wrestling Exhibitions, LLC. В конце 2016 года TNA проводит реструктуризацию в результате которой Anthem получает контроль на 85 % компании, Aroluxe — 10 %, а Дикси Картер — 5 %. Картер покидает пост председателя совета директоров после 14 лет работы, получая пост советника в Anthem. Эд Нордхолм, исполнительный вице-президент Anthem, получает должность президента TNA. В январе 2017 Anthem назначает Джеффа Джарретта исполнительным консультантом. В марте 2017 название промоушна изменено на Impact Wrestling. В апреле 2017 Impact Wrestling объединился с другой компанией Джеффа Джарретта, Global Force Wrestling, а 28 июня приобрел её.

## Особенности

### Икс-дивизион

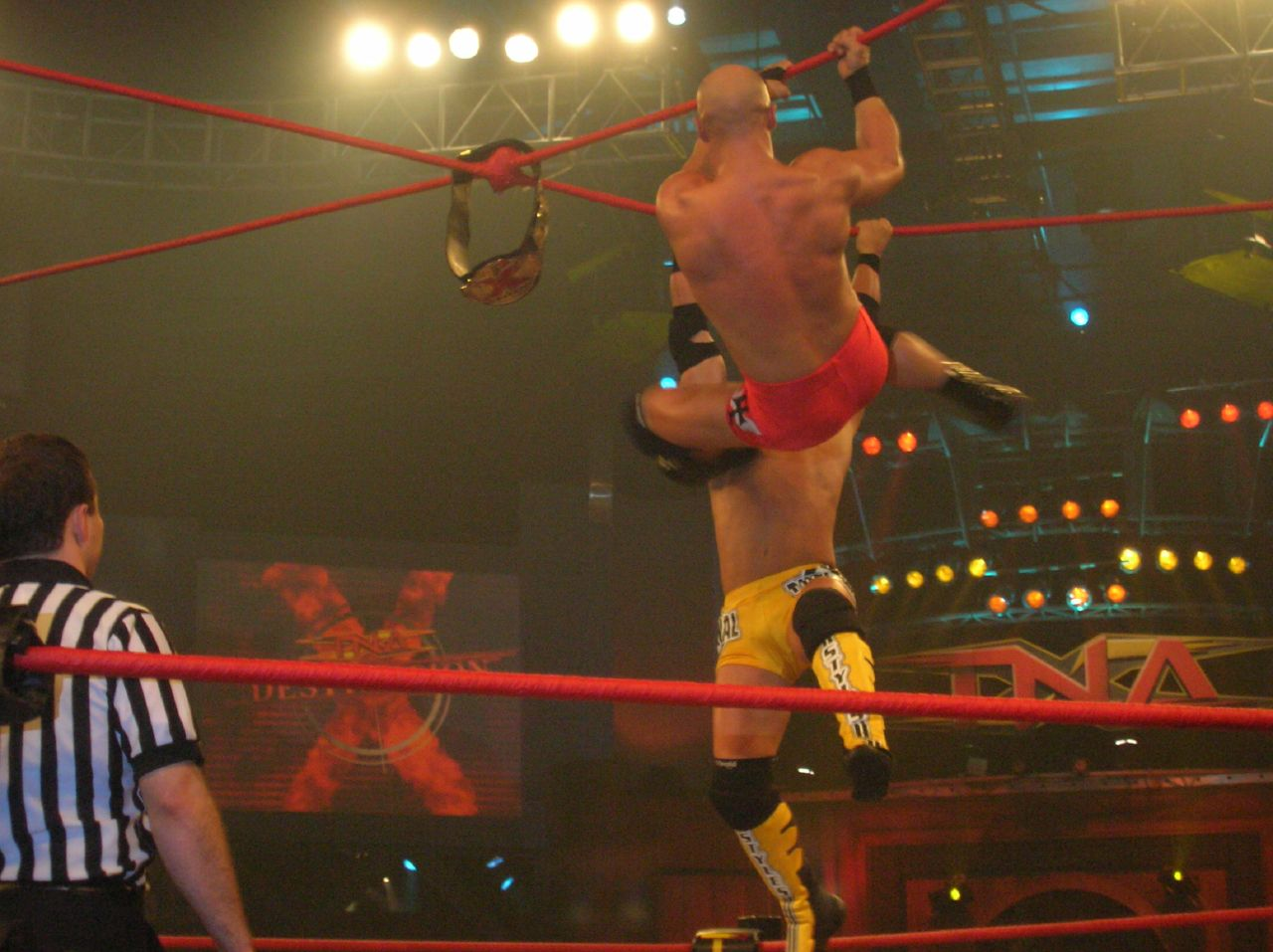
Эй Джей Стайлз (желтые трусы) и Кристофер Дэниелс (красные трусы) во время матча Ultimate X в 2006 году

Икс-дивизион TNA был основан 19 июня 2002 года на первом еженедельном PPV-шоу TNA в командном матче, в результате которого Джимми Янг, Хорхе Эстрада и Сонни Сиаки, известные как «Летающие Элвисы», победили Эй Джей Стайлза, Джерри Линна и Лоу Ки. Позже в тот же день во время записи следующего еженедельного PPV-шоу TNA представила титул чемпиона икс-дивизиона — тогда он был известен как титул чемпиона Икс — чтобы более ярко продемонстрировать дивизион. Дивизион описывается как рестлинг, изобретенный заново, поскольку он берет традиционный рестлинг и смешивает его с быстрым, рискованным стилем, характерным для дивизиона полутяжеловесов и луча либре. До 2011 года дивизион рекламировался под девизом «Дело не в ограничениях веса, дело в отсутствии ограничений» комментатора Майка Тенэя. 11 августа 2011 года в выпуске основной телевизионной программы TNA Impact Wrestling представитель TNA Эрик Бишофф объявил, что с этого момента весовой лимит икс-дивизиона будет составлять 225 фунтов (102 кг). После того как в марте 2012 года Халк Хоган стал новым экранным генеральным менеджером, ограничение по весу было проигнорировано 10 июня 2012 года на Slammiversary, когда Самоа Джо (130 кг) было разрешено бороться за титул. В октябре 2012 года ограничение по весу было официально отменено, когда Роб Ван Дам (108 кг) боролся за титул на Bound for Glory и в итоге выиграл его. В марте 2013 года икс-дивизион получил новый свод правил, согласно которому все матчи проводились в формате «тройной угрозы», а новый лимит веса составлял 230 фунтов (104 кг). Это оказалось крайне непопулярным среди фанатов, и в августе того же года правила и лимит веса были снова отменены.

### Шестисторонний ринг

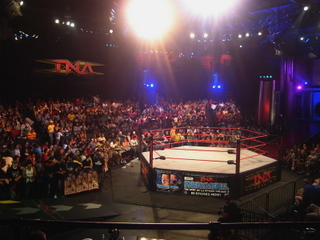
Шестисторонний ринг TNA

С первого шоу в июне 2002 года до июня 2004 года TNA использовала стандартный четырёхсторонний ринг. В 2004 году, с премьерой тв-шоу Impact!, TNA переключилась на шестисторонний ринг, которые ранее можно было видеть в мексиканской компании AAA. TNA использовала шестисторонний ринг до 2010 года, после чего вернулась к стандартному. Опрос болельщиков, с целью определить, какой тип ринга должна использовать компания, был проведен 17-25 июня 2014 года, и завершился в пользу шестистороннего ринга.

### Зал славы
Был учрежден 31 мая 2012 года. Как объяснила президент TNA Дикси Картер в официальном пресс-релизе, Зал славы был создан в рамках празднования 10-летия TNA и как способ почтить тех, кто внес вклад в историю TNA. По состоянию на 2021 год в Зал славы Impact было включено 10 рестлеров — восемь индивидуальных и одна команда. Также был включен один рефери.

## Титулы
| Дивизион     | Титул                                         |
| ------------ | --------------------------------------------- |
| Мужской      | Чемпионство мира TNA (список)                 |
| Мужской      | Чемпионство икс-дивизиона TNA (список)        |
| Мужской      | Командное чемпионство мира TNA (список)       |
| Женский      | Чемпионство мира TNA среди нокаутов (список)  |
| Женский      | Командное чемпионство мира TNA среди нокаутов |
| Межгендерный | Чемпионство цифровых медиа TNA                |

## Трансляции
С 15 октября 2021 года, еженедельные шоу Impact Wrestling, а также четыре PPV-шоу, впервые начали транслировать в России на телеканале Extreme Sports, все шоу комментируют Михаил Вахнеев и Роман Мазуров.